# Sebastián Rojas
Sebastían Rojas Pinto (Rancagua, Chile, 11 de abril de 1992), es un futbolista chileno.

## Trayectoria
Llegó a las divisiones inferiores de Colo-Colo en el año 2005. En enero de 2011 debuta con el primer equipo de Colo-Colo viendo acción en dos partidos amistosos jugados en la ciudad de La Serena. En el año 2012 Colo-Colo decide enviarlo a préstamo al Naval, para de esta manera tener mejores chances y sumar minutos como profesional. Su rendimiento en el equipo Navalino fue muy bueno, ganándose la confianza de la gente y del cuerpo técnico. De esta manera en el presente año 2013 El jugador decide partir a Deportes Concepción tras el interés del equipo Lila en el jugador y el poco compromiso de la instituion  de Naval. Sebastián Rojas aún pertenece a Colo-Colo.

### Colo - Colo
Llegó a las divisiones inferiores de Colo-Colo proveniente de la ciudad de Rancagua. Pasó algunos años en los cadetes para luego debutar en dos partidos amistosos de pretemporada jugados en el Estadio La Portada de La Serena desafiando a los equipos Audax Italiano y Deportes La Serena. Luego fue cedido a Naval Para de esta manera sumar minutos.

### Naval De Talcahuano
Se incorporó al equipo de Naval Cedido por Colo-Colo en condición de préstamo. El primer semestre que estuvo en el equipo Navalino no tuvo la oportunidad de sumar tantos minutos. Sin embargo, desde el primer partido del 2013 fue titular indiscutido y también la sorpresa del equipo jugando 990 minutos, de esta manera obteniendo su confianza, la de la hinchada y la del cuerpo técnico. De esta forma el jugador llamó la atención a Deportes Concepción y fue transferido a aquel equipo.

### Deportes Concepción
Se incorpora a Deportes Concepción luego de haber estado en Naval de Talcahuano y tener un gran paso por aquel equipo. Jugando y sumando muchos minutos y haciendo una gran campaña con el equipo, que luego de varios partidos tuvo una recaída quedando fuera de la opción de ascender a la Primera División de Chile. En estos momentos entra a la lucha de la titularidad y de ascender con Deportes Concepción

## Clubes
| Club                | País  | Año       |
| ------------------- | ----- | --------- |
| Colo-Colo           | Chile | 2011      |
| Naval               | Chile | 2012-2013 |
| Deportes Concepción | Chile | 2013-2014 |

- Datos: Q5948634